# Value for Money
Value for Money é um filme de comédia produzido no Reino Unido em 1955, dirigido por Ken Annakin e com atuações de John Gregson, Donald Pleasence, Leslie Phillips, Joan Hickson, Derek Farr e Diana Dors.

## Elenco
- John Gregson como Chayley Broadbent
- Diana Dors como Ruthine West
- Susan Stephen como Ethel
- Derek Farr como Duke Popplewell
- Frank Pettingell como O Prefeito Higgins
- Charles Victor como Lumm
- Ernest Thesiger como Lord Dewsbury
- Jill Adams como Alegria
- Joan Hickson como Sra. Perkins
- Donald Pleasence como Limpy
- John Glyn-Jones como Arwright
- Leslie Phillips como Robjohns
- Ferdy Mayne como Garçom
- Charles Lloyd-Pack como O Sr. Gidbrook